# لحن خفي

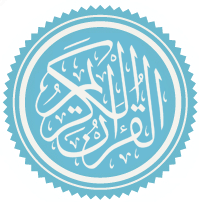

اللحن الخفي عند القراء هو مخالفة غير ظاهرة لكل أحد، وهو ما خالف حد الكمال الزائد عن الصحة. وهو خلل يطرأ على اللفظ فيخل بعرف القراءة ورونقها. اللحن الجلي يكون في الحروف واللفظ والإعراب. واللحن الخفي يكون في أنواع الغنة. وهو نوعان: احتمالي وغير احتمالي. فالاحتمالي هو أن يكون في آخر الكلمة نون مثل تكذبان وتكذبين؛ لأن أصل الغنة ناشئ من حرف النون. فإن وردت الغنة بالمحاورة فتلك غنة احتمالية، وإن لم تأت فهو الأولى. وغير احتمالي هو مثل كنا وبنو وبني، أي نا ونو وني؛ ومثل كما وظالمو وظالمي، أي ما ومي ومو — التي لا يكون آخرها حرف نون وتغن في القراءة.

## وصلات خارجية
- اللحن في لفظ القرآن